# Husk (film)
Pour les articles homonymes, voir Husk.
Pour plus de détails, voir Fiche technique et Distribution.
Husk est un film américain réalisé par Brett Simmons, sorti en 2011. Il s'agit d'un remake d'un court-métrage éponyme du réalisateur. Le film est sorti dans la collection After Dark Originals.

## Synopsis
Un groupe d'amis se retrouve isolé dans une ferme. Ils découvrent que le lieu sert à un rituel surnaturel.

## Fiche technique
- Titre : Husk
- Réalisation : Brett Simmons
- Scénario : Brett Simmons
- Musique : Bobby Tahouri
- Photographie : Marco Fargnoli
- Montage : William Yeh (en)
- Production : Moshe Diamant (en) et Courtney Solomon
- Société de production : After Dark Films
- Société de distribution : After Dark Films (États-Unis)
- Pays de production :  États-Unis et  Canada
- Genre : Horreur, thriller et fantastique
- Durée : 83 minutes
- Date de sortie : 
  - États-Unis : 28 janvier 2011

## Distribution
- Devon Graye (VF : Hervé Grull) : Scott
- Wes Chatham : Brian
- C. J. Thomason (VF : Damien Ferrette) : Chris
- Tammin Sursok : Natalie
- Ben Easter : Johnny
- Josh Skipworth : Corey
- Nick Toussaint : Alex
- Michael Cornelison : le fermier Comstock